# أزمة الصحة النفسية للشباب
أزمة الصحة النفسية للشباب تشير إلى الارتفاع الكبير في تحديات الصحة العقلية بين المراهقين والشباب في الولايات المتحدة، وكندا، والمملكة المتحدة، وأوروبا. بدأ هذا الاتجاه في أوائل العقد الأول من القرن الحادي والعشرين وتصاعد خلال جائحة كوفيد-19. تشمل القضايا البارزة زيادة معدلات الاكتئاب والقلق وإيذاء النفس والانتحار. والفتيات معرضات للخطر بشكل خاص.

## التاريخ
في أكتوبر 2021، أعلنت الأكاديمية الأمريكية لطب الأطفال، والأكاديمية الأمريكية لطب الأطفال والمراهقين، وجمعية مستشفيات الأطفال معًا "حالة طوارئ وطنية في مجال الصحة النفسية للأطفال والمراهقين". وبعد شهرين، نشر الجراح العام الأمريكي فيفيك هـ. مورثي تحذيرًا نادرًا بشأن الصحة العامة، مُحذرًا من تدهور "مُدمر" في الصحة النفسية للشباب في أمريكا. ووفقًا للتقرير، فبينما سرّعت جائحة كوفيد-19 هذا الاتجاه، كان الانخفاض الحاد في الصحة النفسية للشباب قد بدأ بالفعل قبل عشر سنوات.

## الانتشار
بين عامي 2014 و2024، ارتفع معدل الانتحار بين الشباب الأمريكيين الذين تتراوح أعمارهم بين 10 و24 عامًا بنسبة 56%، مع ارتفاع حاد بشكل خاص بين الشباب السود بنسبة 78%. بين المراهقين الذين تتراوح أعمارهم بين 10 و14 عامًا، ارتفع معدل الانتحار بنسبة 167% للفتيات و91% للفتيان بين عامي 2010 و2020. كما أظهرت علامات أخرى على ضائقة الصحة العقلية، مثل نوبات إيذاء النفس، ونوبات الاكتئاب الشديدة، والقلق، نموًا مماثلًا.

## الأسباب المحتملة
أشار تقرير صادر عن الجراح العام الأمريكي عام 2021 إلى أن "الرسائل عبر وسائل الإعلام والثقافة الشعبية التي تُضعف شعور المراهقين بقيمتهم الذاتية" قد تكون مسؤولة. وبالمثل، أقرت اللجنة الاقتصادية والاجتماعية الأوروبية في بيان صدر عام 2023 بمخاطر "الإفراط في استخدام وسائل التواصل الاجتماعي"، لكنها لفتت الانتباه أيضًا إلى الضيق الاجتماعي والسياسي، فضلًا عن القلق بشأن تغير المناخ.
جادل كتاب " الجيل القلق"، وهو من أكثر الكتب مبيعًا لعام 2024، لعالم النفس الاجتماعي الأمريكي جوناثان هايدت، بأن تزايد استخدام الهواتف الذكية في مرحلة الطفولة، بالإضافة إلى الإفراط في حماية الأطفال، قد أثّر سلبًا على النمو الاجتماعي والعصبي للمراهقين. وسلط الكتاب الضوء على عدة عوامل سلبية، منها القلق الاجتماعي، وتشتت الانتباه، والحرمان من النوم، والإدمان. وقد عارض آخرون نظرية هايدت.
وقد حدد استطلاع أجرته بوليتيكو في أبريل 2024، وشمل 1400 من المهن الطبية والصحية العقلية، العوامل التالية باعتبارها المحركات الأساسية لقضايا الصحة العقلية لدى الأطفال: وسائل التواصل الاجتماعي (التي ذكرها 28٪ من المستجيبين)، والأحداث الخارجية مثل إطلاق النار في المدارس، وتغير المناخ، والحرب، وعدم الاستقرار السياسي (14٪)، والعزلة الاجتماعية (13٪)، والافتقار إلى المهارات اللازمة ليكونوا أكثر استقلالية (12٪).
اقترح ديفيد والاس ويلز من صحيفة نيويورك تايمز أن الارتفاع قد يُعزى جزئيًا على الأقل إلى "تغيير أساليب قياس ومعالجة الصحة العقلية والمرض العقلي".